# Helaman Ferguson
Helaman Rolfe Pratt Ferguson (* 1940 in Salt Lake City, Utah) ist ein US-amerikanischer Mathematiker und Bildhauer.

## Leben
Ferguson, der früh beide Eltern verlor, wuchs in New York City auf, studierte Mathematik und bildende Kunst (Malerei, Bildhauerei) an einem Liberal Arts College (Hamilton College in Clinton) mit dem Bachelor-Abschluss 1962 und wurde 1971 an der University of Washington in Seattle in Mathematik mit der Arbeit Some integers of Harish-Chandra promoviert. Danach lehrte er 17 Jahre als Professor für Mathematik an der Brigham Young University. 1988 bis 1999 war er am Center for Computer Science in Bowie (Maryland). Verbindungen zur Bildhauerei hatte er schon durch seinen Stiefvater, einem Naturstein-Maurer. Er lebt in Laurel, Maryland. Neben seiner bildhauerischen Tätigkeit entwirft er nach wie vor Algorithmen.
Er veröffentlichte insbesondere über Algorithmen für Betriebssysteme, Anwendungen diskreter Matrix-Gruppen und Scientific Visualization.
Gemeinsam mit Rodney Forcade publizierte er 1979 einen folgenreichen rekursiven Algorithmus zur Ermittlung ganzzahliger linearer Abhängigkeiten zwischen reellen Zahlen. Das Verfahren konnte diese finden oder die Existenz einer Abhängigkeit ausschließen, bei explizit bestimmten oberen Schranken für die Beträge der Koeffizienten der Linearkombinationen. Dieser Algorithmus wurde im Jahr 2000 von den SIAM-Gasteditoren Jack Dongarra und Francis Sullivan unter die zehn besten Algorithmen des vergangenen Jahrhunderts eingeordnet. Nach seiner Weiterentwicklung durch Ferguson und David H. Bailey zum nichtrekursiven PSOS-Algorithmus fand er 1989 erste bemerkenswerte Anwendungen. Ferguson und Bailey verbesserten ihr Verfahren 1992 weiter zum PSLQ-Algorithmus. Dieser wurde von Bailey und Peter Borwein unter anderem bei der Entdeckung von Formeln für die Berechnung von Pi eingesetzt. Im Jahr 1999 gaben schließlich Bailey, Ferguson und dessen Kollegen Steve Arno eine strenge Analyse des PSLQ-Algorithmus.
Als Bildhauer wählt Ferguson mathematische Formen, die er zuvor am Computer entwarf. Seine abstrakten Skulpturen gestaltete er in Stein und Bronze. Er hatte mehrere Einzelausstellungen an US-amerikanischen Universitäten und zum Beispiel bei der New York Academy of Sciences und der Mathematical Association of America in Washington, D. C., sowie Gruppenausstellungen unter anderem im Computer Museum in Boston und der Smithsonian Institution. Eine seiner Skulpturen wurde vom Clay Mathematics Institute (1999 als Granitskulptur in Auftrag gegeben) als Logo gewählt.
Mit Claire Ferguson erhielt er den JPBM (Joint Policy Board of Mathematics) Communication Award der SIAM. 1999 war er Keynote Speaker auf der SIGGRAPH Konferenz in Los Angeles.

## Bildhauerische Werke (Auswahl)
- The Eightfold Way, 1993, tetraedrische Figur aus weißem Marmor auf Säule aus schwarzem Serpentinit, Mathematical Sciences Research Institute in Berkeley, California
- Four Canoes, 1997, roter und schwarzer Granit, University of St. Thomas, St. Paul
- Aperiodic Penrose Torus, Alpha, Granit auf schwarzem Gabbro, Smith College, Burton Science Center